# عباس كيارستمي
عباس كيارستمي (بالفارسية: عباس کیارستمی)(مواليد 22 يونيو 1940 في طهران - 4 يوليو 2016 في باريس) مخرج سينمائي إيراني عالمي شهير وكاتب سيناريو ومنتج أفلام ومصور.
عمل في مجال صناعة الأفلام منذ عام 1970، عمل في أكثر من 40 فيلما عالميا بما فيها أفلام قصيرة ووثائقية، حقق نجاحاً في لفت الانتباه والنقد بأفلامه خصوصاً ثلاثي كوكر وطعم الكرز وستحملنا الريح. يُعرف كيارستمى بأنه مخرج عالمى وكاتب سيناريو ومنتج أفلام بالإضافة إلى أنه عمل كـ شاعر ومصور ورسام ومصمم جرافيك.
يُعتبر من مخرجين تيار الموجة الإيرانية الجديدة حيث انضم لمخرجين السينما الإيرانية التي بدأت في أواخر 1960 أمثال فروغ فرخزاد وسهراب شهيد ثالث وبهرام بيضائي وپرويز كيمياوى. بعض من الخصائص المشتركة الواضحة لمخرجين هذا التيار، أسلوب المحادثات الشعرية، ورواية القصص التمثيلية المتعلقة بمواضيع الفلسفة والسياسة.
كان استخدام كيارستمى كاميرا ثابتة في العادة، وكثافة المحادثات السابقة داخل السيارات، ورواية القصص بطريقة وثائقية في أفلام المناطق الريفية وأيضاً استخدامه لأبطال أطفال ومن أهم خصائصه استخدم الأدب الفارسي بكثرة في المحادثات وأسماء ومواضيع الأفلام.

## حياته الشخصية
وُلد كيا رستمي في طهران. كان الرسم هو أول تجربة له في مجال الفن.عمل بالرسم حتى عمر18-19عاماً.انفصل عن بيته وهو في عمر الثامنة عشر، وربح في مسابقة رسم قبل دخوله كلية الفنون الجميلة بجامعة طهران بفترة.وقد درس الرسم وتصميم الجرافيك. كان يعمل في شرطة المرور أثناء دراسته. عمل رسام ومصمم وكاريكاتيرى في مجال الدعاية والإعلان عام1960، وأعد الاعلانات وصمم بوسترات. صور مايقرب من 150اعلان للتليفزيون الإيرانى بين عامى 1962-1966. بدأ في إعداد مقدمة للأفلام وكان فيما بينهم أيضاً مسعود كيميايى وقيصر والرسم الكريكاتيرى لكتب الأطفال في أواخر عام 1960. تزوج من باروين امير جاهلى عام1969 وانفصلا عام1982. وكان لديه ولدان: أحمد (ولد عام1971)، وباهمان (ولد عام1978).في عام 1993 بدأ باهمان بإخراج الفيلم الوثائقى «رحلة إلى أرض المسافر» وكان في عمر الخامسة عشر. كان كيا رستمي ممن فضلوا البقاء في إيران بعد الثورةالاسلامية عام 1979 على عكس كثير من المخرجين الذين تركوا إيران وتوجهوا إلى دول الغرب. وكانت الحياة في إيران والهوية القومية من أكبر القرارات التي اتخذها في حاته الشخصية والمهنية أيضاً والتي عززت من موهبته كمخرج وصدقق عليها بقوله: لو كنت تركت وطنى، لأصبحت مثل هذه الشجرة تماماً.
كان كيا رستمي يرتدى نظارة ذات عدسات غامقة اللون أو نظارة شمسية بسبب حساسية عينيه من الشمس.تم تكريمه كمخرج في مهرجان سان فرانسيسكو السينمائي، وأدهش الجميع عندما أعطى جائزته أكيرا كوروساوا والتي تعنى نجاحه الدائم في الإخراج لـ بهروز وثوقى بسبب اصافاته للسينما الإيرانية.

## العمل السينمائي

### في السبعينات
كان كيارستمى مساعد في تأسيس قسم الاخراج في معهد التنمية الفكرية للأطفال والشباب في طهران، بالتزامن مع بداية الموجة الإيرانية الجديدة بفيلم البقرة الذي أخرجه داريوش مهرجويى. وكان أول إنتاج للقسم وأول عمل للمخرج كيارستامى هو فيلم "نان وكوݘه" (الخبز والشارع). هذا الفيلم يحكى قصة طفل مع كلب يواجهون العدوان بأسلوب واقعى جديد. هذا وقد أتبع ذلك بإصدار فيلم قصير وهو "زنگ تفريح: عام1972. شهد المعهد تطور في قسم إخراج الأفلام، خلال سلسة هذه الأحداث حتى أصبح من أشهر الأستديوهات الإيرانية؛ بالإضافة إلى افلام كيارستمى؛ وكذلك أفلام إيرانية أخرى ناجحة التي أخذ على عاتقه اخراجها مثل "دافان داه" و "باشو".
وباعتباره جزء من الموجة الجديدة في السينما الإيرانية في السبعينات فقد فضل كيارستمى أسلوب العمل الفردى في إخراج الأفلام. وقد صرح بذلك في تقرير عن فلمه الأول بقوله:
„نان وكوچه أول تجربة سينمائية بالنسبة لى، وقد كان صعباً جداً. فقد كنت مضطراً للعمل مع طفل صغير وكلب وفريق غير محترف، وقد كان المصور السينمائي هو المحترف الوحيد في الفريق إلا أنه كان كثير الأعذار والشكاوى. والحقيقة: أنه كان محقاً لأنى لم أكن أتبع أسلوب إخراج الأفلام الذي كان معتاداً عليه.”
في عام1973 أصدر فيلم التجربة وهو فيلم قصير، بعد ذلك أصدر المسافر عام1974. والمسافر هو فيلم قصير يحكى قصة صبى مزعج يعيش في قرية إيرانية صغيرة، هذا صبى يُدعى حسن دربى. ويحتال حسن على أصدقائه وجيرانه لكى يذهب لمباراة مهمة لمنتخب إيران لكرة القدم في طهران. وتستمر الأحداث، وبعدها يتواجد حسن في ملعب طهران في وقت المباراة. يتناول الفيلم هدف الصبى في الوصول لقراراته وسلوكياته الأخرى خصوصاً عدم مبالاته بتأثير سلوكياته على أقرب الناس له.ويستطلع الفيلم السلوكيات البشرية والتوازن بين الصحيح والخطأ. كان اهتمامه الخاص بالسفر الروحى والبدنى والواقعية من الأشياء التي عززت من مكانة كيارستمى.
في عام1975 أصدر كيارستمى اثنين الأفلام القصيرة هما: من هم مي‌توانم ودو راه حل براي يك مسئله. في بداية عام 1976 أصدر فيلم «رنگ ها» بعد ذلك أصدر فيلم «لباسي براي عروسي». وكان هذا الفيلم يحكى عن ثلاث شباب يتجادلون بسبب ملابس حفل زفاف، وكانت مدته44دقيقة.
كان أول فيلم روائى طويل لكيارستمى في عام1977 ، وهو «گزراش» ومدته112دقيقة. وهذا الفيلم يحكى عن مأمور ضرائب متهم بأخذ الرشوى. وكان الانتحار أحد مواضيع أفلامه أيضاً. وفي عام 1979 أصدر فيلم قضيهٔ شكل أول، شكل دوم الذي أخذ على عاتقه اخراجه.

### في الثمانينات
في بداية الثمانينات أصدر كيارستمى العديد من الأفلام القصيرة «بهداشت دندان» عام1980، وفيلم «به ترتيب يا بدون ترتيب» عام1981، وفيلم «همسرايان» عام1982. أصدر فيلم «همشرى» عام1983، وكانت بداية شهرته خارج حدود إيران بفيلم «أين منزل صديقى» عام1987. الفيلم يتناول قصة طفل صغير يبحث عن منزل صديقه الذي يقيم في القرية المجاورة لكى يعيد له دفاتره. تبدو وكأنها حكاية بسيطة، إلا أنها تتناول المسئوليات الشخصية للإنسان والضمير والولاء والبطولات والرمزية.
كما أن أفلام كيارستمى تتناول العادات والمعتقدات الدينية لسكان الريف بكثرة. وقد لوحظ أن العناصر الهامة في أفلام كيارستمى هي المناظر الريفية والاستخدام الشعرى والواقعية والفكاهة. كان يفضل الحكاية من وجهة نظر الأطفال في قصص الأفلام التي تتناول موضوع الأطفال بعيداً عن السخرية والتهكم.
تم تسمية الأفلام (أين منزل صديقى - وتستمر الحياة - تحت شجر الزيتون) بثلاثية كوكر لأنها مرت من قرية كوكر في شمال إيران. تناولت هذه الأفلام أكثر من 50ألف فقدو حياتهم في زلزال إيران عام1990. هذه الأفلام لها مواضيع مشتركة ومرتبطة ببعضها البعض وهي الحياة والموت والتغيير والاستمرار. وقد لاقى ذلك الثلاثى نجاحاً في فرنسا وغيرها من الدول الأوروبية كهولندا وسويسرا وألمانيا وفنلندا. لم تتكون ثلاثية من الأفلام (وتستمر الحياة - تحت شجر الزيتون - وطعم الكرز«تم اخراجه عام1997») إلا أنه تم اقتراح تكوين ثلاثية بهذه الأفلام. والسبب في ذلك أن هذه الأفلام تتناول نفس الوضوع وهو «قيمة الحياة».
كتب كيارستمى سيناريو فيلم «كاليد»، وأخرجه إبراهيم فروزوش. وفي عام 1989 أخرج فيلم«مشق شب».

### في التسعينات
كان (كلوزآپ) من أشهر الأفلام التي أخرجها كيارستمى عام1990، والفيلم مأخوذ عن قصة حقيقية حيث يحكى قصة شخص قام بخداع عائلة غنية بادعائه أنه المخرج المشهور محسن مخملباف. إذا تم التفكير في هدف حسين سابزيان الذي كان سرقة العائلة المذكورة، يتضح أن السبب الذي جعله يتصرف بهذا الشكل أكثر تعقيداً. وهو فيلم وثائقى، وقد عزز من موهبة مخملباف الثقافية والفنية عندما كان سابزيان يبحث عن حقيقة أخلاقه مدعياً أنه مخملباف. وقد تم مدح الفيلم من قبل العديد من المخرجين المشهورين مثل كوينتن تارانتينو ومارتن سكورسيزي وفرنر هرتزوغ وجان-لوك غودار ونانى مورتى، وأيضاً تم عرض الفيلم في أوروبا.
وفي عام 1992 أصدر كيارستمى فيلم (وتستمر الحياة)والذي اعتبره النقاد أنه الفيلم الثانى في «ثلاثي كوكر». هذا الفيلم يروى سفر أب وابنه من طهران إلى كوكر بعد زلزال إيران 1990 للبحث عن طفلين خوفاً على حياتهم. وفي طريقهم يرون الناس مستمرين في حياتهم بين الدمار بالرغم من المأساة التي عاشوها. في نفس العام حصل كيارستمى على جائزة روبرتو روسيليني أول جائزة لتاريخ السينما الاحترافية لهذا الفيلم. ويعتبر فيلم (تحت أشجار الزيتون) الفيلم الثالث في ثلاثى كوكر عام1994، وهذا الفيلم يتناول قصة تصوير أحد مشاهد فيلم (وتستمر الحياة). يصف النقاد مثل ادريان مارتن أن ثلاثى كوكر بأنها مجموعة أفلام بيانية. حتى أنه توجد روابط بين هذه الأفلام منها مشاهد الطبيعة في الأفلام والحياة إلى جانب القوة الهندسية العالمية. مشاهد الفلاش باك في (وتستمر الحياة) وكذلك المشاهد التي تم تصويرها قبل الزلزال تفيد في ذكرى فيلمه الأول (أين منزل صديقى؟) عام1987. ويرتبط هذين الفيلمين وبنفس الشكل «في إعادة تصويره» بالفيلم الرمزى (تحت شجر الزيتون). دخل فيلم (تحت أشجار الزيتون) للعرض التجارى في الولايات المتحدة الأمريكية بفضل مارمكس. بعد ذلك قام كيارستمى بكتابة سيناريو لأفلام مساعده القديم جعفر بناهي، وهذه الأفلام فيلم (السفر) وفيلم (البالون الأبيض) عام1995. عمل في مشروع لوميير بالتعاون مع40مخرج في الفترة بين عامى 1995-1996. حصل على جائزة السعفة الذهبية في مهرجان كان السينمائي عام1997 عن فيلم (طعم الكرز) الذي يروى قصة رجل يحاول الانتحار، والفيلم يتناول مواضيع مثل الأخلاق وشرعية الانتحار ومعنى الرحمة.
وفي عام1999 حصل كيارستمى على جائزة لجنة التحكيم الكبرى (الأسد الفضى) في مهرجان البندقية السينمائي عن فيلم (ستحملنا الريح). والفيلم يبذل جهداً في مقارنة وجهات النظر المدنية الريفية، حيث يتناول مواضيع فوائد التطور والمساواة بين الجنسين، بالانتقال للعيش في إحدى القرى النائية في إيران. والخاصية العجيبة لهذا الفيلم أنه بالرغم من سماع صوت شخصيات كثيرة في هذا الفيلم إلا أنها غير ظاهرة. حوالى 13-14 شخصية على أقل تقدير لاتظهر طوال الفيلم.

### في الألفينات
في عام2002 أخرج كيارستمي فيلم 10 بأسلوب مختلف تاركاً العادات التي تم اتباعها حتى ذلك اليوم في حكاية الفيلم وكتابة السيناريو. ركز كيارستمى في هذا الفيلم على المشاهد السياسية والاجتماعية في إيران، من خلال مشاهد امرأة تتجول بسيارتها لعدة أيام في شوارع طهران. يشتمل هذا الفيلم على محادثات مع10من المسافرين طوال سفر المرأة ومعها أختها ومن ضمن هذه المحادثات عروس هاربة ويوجد معها ابنها في سن العاشرة. وقد أشاد كاتب نيويورك تايمز أنطونى اوليفر سكوت الذي يعتبر من كتاب السينما المحترفين بالأسلوب الذي تم اتباعه في فيلم 10. وفي عام 2001 سافر كيارستمي ومساعده سيف الله سماديان إلى كمبالا عاصمة أوغندا بناء على طلب من الصندوق الدولي للتنمية الزراعية التابع للأمم المتحدة. مكث كيارستمى هناك لمدة عشرة أيام صور خلالها الفيلم الوثائقى «اى بى سى آفريقيا». حيث كان السفر في الأصل على اعتبار أنه رحلة بحثية من أجل تصوير الفيلم إلا أنه أنهى تصوير الفيلم هناك. والفيلم يحكى عن ارتفاع نسبة الأيتام في أوغندا بسبب مرض الإيدز. وعن هذا الفيلم يحكى محرر مجلة التايم اوت ومدير مبرمج المسرح الوطنى السينمائي جيف أندرو «أنه ليس عن الموت مثل أفلامه الأربعة السابقة، لكنه عن الموت والحياة ويصور كيف انهم مرتبطين ببعضهم البعض، وعن كيفية تصرفنا تجاه الواجبات الرمزية.»
في عام 2003 أخرج كيارستمى فيلم الخمسة وهو فيلم شعري خالي تماماً من أي حوار أو تمثيل. كل مشهد في الفيلم عبارة عن خمس مشاهد متتالية من الطبيعة، وتم تصوير الفيلم بكاميرا دي في دي يدوية على سواحل بحر قزوين. إلا أن الفيلم لم يكن له موضوع محدد، وبالنسبة لجيف اندرو فإن خمسة عبارة عن «مزيد من الصور الجميلة». ويضيف الكاتب أنه يلفت الأنتباه لمهارة سرية خلف تصوير المشاهد البسيطة.
أخرج كيارستمي الفيلم الوثائقي عشرة على عشرة، والفيلم مكون من عشرة دروس عن إخراج الفيلم. يظهر كيارستمى طوال الفيلم عندما كان يتجول بسيارته في مواقع تصوير أفلامه السابقة. وقد تم تصوير الفيلم بكاميرا ديجيتال مثبته داخل سيارة. هذا الأسلوب في التصوير يذكر بأفلام كيارستمى 10 وطعم الكرز. في عام2005 و2006 أخرج كيارستمى الفيلم الوثائقى «طرق كيارستمى»، مدته32 دقيقة، حيث أن الفيلم يعكسقوة المناظر الطبيعة من جهة موسيقية وسياسية مستخدماً صور الأبيض والأسود البسيطة بالتتابعات الشعرية. أخرج فيلم «التذاكر» مع المخرج الانجليزى كين لوتش والمخرج الإيطالى ارمانو اولمى. والفيلم يحكى حياة الناس الروتينية مع وسائل النقل الجماعية. تم تصويره فيلم«مثل الأصل» في توسكانا، ولعب الدور الرئيسي في الفيلم الممثلة الفرنسية جولييت بينوش مع ويليام شيمل، وهذا يعد أخر فيلم لكيارستمي حالياً.

## أفلامه
- الحياة ولا شيء سواها 1992
- عبر أشجار الزيتون
- طعم الكرز: اشترك في مهرجان كان السينمائي عام 1997, يدور الفيلم حول رجل أزمته في من يدفنه بعد انتحاره، لذلك يلجأ من خلال صورة عميقة ومعبرة عن مأساته وحوار مليء بالشجون إلى مجند كردي، وشاب أفغاني، ورجل تركي عجوز له محاولة سابقة في الانتحار.
- أين يقع منزل صديقي؟: ويدور حول مخاوف طفل من العقاب بعد نسيانه كراسة واجبه
- كلوز أب: وثائقي كتبه وأخرجه وحرره كياروستامي يحكي قصة التجربة الواقعية لرجل انتحل شخصية المخرج محسن مخملباف[بحاجة لمصدر]
- الحياة تستمر: يدور حول شاب يحاول تركيب هوائي التلفزيون ليشاهد إحدى مباريات كأس العالم في فوضي الزلزال المدمر.
- عبر أشجار الزيتون: في أثناء تصوير أحد الأفلام السينمائية يتعلق بطل الفيلم وهو شاب بسيط يعمل بنّاء بحب بطلة العمل وهي شابة جميلة أثناء تأديتهما لقصة شاب وفتاة يتفقان على الزواج[42]
- ستحملنا الريح: يدور حول رجل وزميله يعيشان في المدينة، ويذهبان لقرية بعيدة بين الجبال لانتظار موت عجوز، بينما يساعدها أهل القرية جميعاً لتبقى على قيد الحياة. لقد استخدم فيه مقاطع من الشعر الفارسي ضمن الحوار.
- نسخة طبق الأصل: يقدم رؤيته السينمائية من خلال سيارة متحركة ترصد الشجرة العارية باعتبارها النسخة الأصلية كما في الفلسفات الشرقية القديمة
- أي بي سي أفريقيا: يستعرض فيه محبي الحياة الذي يعيشون وسط كارثة الإيدز التي تحصد الأرواح بينهم.
- الخبز والممر الضيق (1970)
- عشرة 2002
- شيرين 2008
- نسخة موثقة 2010
- مثل شخص واقع في الحب 2012

## روابط خارجية
- عباس كيارستمي على موقع IMDb (الإنجليزية)
- عباس كيارستمي على موقع الموسوعة البريطانية (الإنجليزية)
- عباس كيارستمي على موقع مونزينجر (الألمانية)
- عباس كيارستمي على موقع قاعدة بيانات الأفلام العربية
- عباس كيارستمي على موقع ألو سيني (الفرنسية)
- عباس كيارستمي على موقع ميوزك برينز (الإنجليزية)
- عباس كيارستمي على موقع تيرنر كلاسيك موفيز (الإنجليزية)
- عباس كيارستمي على موقع أول موفي (الإنجليزية)
- عباس كيارستمي على موقع قاعدة بيانات الأفلام السويدية (السويدية)
- عباس كيارستمي على موقع إن إن دي بي (الإنجليزية)